# Гаррі Поттер і келих вогню
«Га́ррі По́ттер і ке́лих вогню́» (англ. «Harry Potter and the Goblet of Fire») — четвертий роман серії «Гаррі Поттер» британської письменниці Дж. К. Ролінґ. Вийшов 8 липня 2000 року у видавництві «Блумсбері Паблішинґ» у Лондоні. Вихід книги супроводжувався широкою рекламною кампанією і ажіотажем у колах читачів; цікавість аудиторії була, зокрема, стимульована попередженням авторки, що одного з персонажів буде вбито.
За обсягом «Келих вогню» значно перебільшує попередні частини серії. Обсяг наступних романів є більшим або приблизно дорівнює обсягові четвертого тому.
У 2000 році роман було нагороджено премією «Г'юґо». 2005 року на основі роману знято однойменний художній фільм.
Українською мовою роман переклали Віктор Морозов та Софія Андрухович. Вийшов у видавництві «А-БА-БА-ГА-ЛА-МА-ГА» 20 травня 2003 року.

## Сюжет

### Кубок світу з квідичу
Четвертий том відкривається сценою, в якій Френк Брайс — доглядач занедбаного маєтку, що колись належав родині Редлів — одного вечора помічає світло у вікні порожнього будинку. Піднявшись туди, Брайс підслуховує розмову між Пітером Петіґру (Червохвостом) і Лордом Волдемортом, які замислюють убивство Гаррі. Помітивши Френка, темні чаклуни вбивають його. У цю мить Гаррі прокидається у своєму ліжку з болем у шрамі від сну, в якому бачив щойно скоєне вбивство.
Невдовзі Гаррі вирушає на фінальний матч Кубка світу з квідичу разом із родиною Візлі, Герміоною, кількома дрібними службовцями Міністерства і Седріком Діґорі. Після гри між командами Ірландії та Болгарії у таборі стається паніка, спричинена появою «смертежерів» (темних чаклунів, які свого часу були прибічниками Волдеморта). Трійця головних героїв ховається в ближньому лісі, звідки вони бачать у небі Чорну Мітку — знак Волдеморта. Голова відділу міжнародної магічної співпраці Барті Кравч звинувачує Рона, Герміону і Гаррі у створенні Мітки, але після короткого слідства з'ясовується, що чарівна паличка Гаррі зникла та була знайдена Вінкі, домовою ельфинею Кравча. Розлючений, Бартеміус звільняє Вінкі.

### Тричаклунський турнір
Під час традиційного бенкету на початку навчання професор Дамблдор оголошує, що цього року Гоґвортс прийматиме в себе Тричаклунський турнір. Це стародавнє традиційне змагання між трьома головними європейськими школами магії нещодавно відновили після тривалої заборони, пов'язаної з небезпекою для життя учасників. Турнір триває цілий рік і передбачає виконання трьох важких завдань.
Для вибору учасників з учнів трьох шкіл використовується магічний Келих Вогню. Головна умова — вік учасника («чемпіона») має бути не менше 17 років. Келих обирає: від Гоґвортсу — Седрика Діґорі, від Академії Бобатон — Флер Делякур і від Інституту Дурмстренґ — Віктора Крума, уславленого квідичиста-ловця. Несподівано Келих обирає й четвертого чемпіона — Гаррі Поттера, який навіть не намагався взяти участь і є неповнолітнім. Після наради журі погоджується на таке порушення правил. Ці події спричинюють сварку між Гаррі та Роном, який (як і більшість учнів) звинувачує його в шахрайстві.
У підготовці до турніру Гаррі багато допомагає новий викладач захисту від темних мистецтв професор «Дикозор» Муді, колишній аврор. Перше завдання турніру полягає у викраденні золотого яйця з гнізда дракона. Завдяки порадам Геґріда, Муді та Герміони, Гаррі на мітлі пролітає повз дракона і захоплює яйце, заробивши високу оцінку. Побачивши, наскільки небезпечним було завдання, Рон розуміє, що Гаррі не став би шахраювати заради такого, і хлопці миряться. Тим часом Герміона, обурена рабським становищем ельфів-домовиків, засновує громадську ініціативу під назвою «Спілка Сприяння Ельфам-Чорноробам Англії» (ССЕЧА).
Настає час традиційного зимового балу, яким завжди супроводжується Тричаклунський турнір. Гаррі планує запросити на нього Чо Чанґ, свою пасію, проте її вже запросив Седрик. Зрештою Гаррі йде на бал у парі з Парваті Патіл, а Рон — з її сестрою Падмою. Герміону запрошує Віктор Крум, що викликає ревнощі Рона, особливо після того, як його вражає несподівана краса дівчини у бальному вбранні.
Седрик, який хотів віддячити Гаррі за те, що він свого часу попередив його про драконів, порадив йому відвідати ванну для старост та взяти з собою яйце. У ванній, у компанії Плаксивої Мірти (привида з дівчачої вбиральні, у якій Гаррі з друзями варили Багатозільну настійку), Гаррі відкриває яйце і чує пісню, яка радить йому знайти те, що втрачене під водою. Він здогадується, що друге завдання передбачає порятунок «чогось важливого» для кожного з чемпіонів, схованого на дні Гоґвортського озера. На поміч Гаррі, який до останньої миті так і не знайшов способу протриматися під водою протягом години, приходить Добі, який дає йому «зяброрості», що дозволяють дихати під водою. В глибині озера Гаррі бачить занурених у магічний сон Рона (якого він має врятувати), Чо (її рятує Седрик) і Герміону (врятовану Крумом). Флер, яка має врятувати свою молодшу сестру Ґабріель, вибула з завдання, і Гаррі, який сприйняв пісню з яйця всерйоз, підіймає її на поверхню сам, втративши час, але заробивши додаткові очки за «вчинок, який продемонстрував високі моральні якості». Також Гаррі «завойовує» доброзичливість Флер Делякур, яка була розчулена тим, що він витяг її сестру з озера. Таким чином Гаррі та Седрік ділять між собою лідерську позицію.
Для виконання третього завдання чемпіони повинні пройти через складний лабіринт, наповнений небезпечними перепонами. Невдовзі перед завершальним етапом турніру Гаррі та Віктор Крум стають свідками дивної сцени: сидячи на узліссі, вони бачать, як із лісу виходить містер Кравч у неохайному та приголомшеному вигляді — незв'язно бурмочучи, він вимагає зустрічі з Дамблдором. Гаррі кидається по допомогу, але, повернувшись, бачить, що Крума приголомшено, а Кравч зник. Чекаючи в кабінеті Дамблдора, Гаррі заглядає у Сито спогадів, в якому містяться спогади директора. З нього хлопець дізнається, що в минулому Барті Кравч засудив до ув'язнення в Азкабані свого сина, Барті-молодшого, смертежера, і також те, що професор Снейп сам колись був смертежером.

### Події на кладовищі
Виконуючи третє завдання, Гаррі та Седрік вдало проходять лабіринт і опиняються біля кубку. Жоден з них не хоче брати кубок, тож хлопці погоджуються торкнутися Тричаклунського кубка одночасно і поділити між собою перше місце, оскільки вони допомагали один одному в здобутті перемоги. Несподівано для обох, кубок виявляється летиключем, який переносить їх на старе кладовище в Малому Генґелтоні. З темряви з'являється Пітер Петіґру, який несе на руках істоту, схожу на немовля (що виявляється Волдемортом). За наказом Темного Лорда («вбити зайвого») Петіґру вбиває Седріка Діґорі смертельним закляттям, а Гаррі прив'язує до могильного пам'ятника. Взявши кров Гаррі, кістку з могили давно померлого батька Волдеморта і відтявши власну руку, Петіґру виконує дивний ритуал, внаслідок якого Волдеморт здобуває собі тіло і фактично відроджується та відновлює свою магічну міць. Маючи в собі кров Гаррі, він тепер не є чутливим до магії, яка охороняла хлопчика з моменту самопожертви його матері.
Волдеморт відкриває Гаррі, що його поплічник у Гоґвортсі влаштував усе так, щоби Гаррі переміг у турнірі та потрапив на кладовище. Зібравши смертежерів, Волдеморт викликає Гаррі на чарівницьку дуель. Проте смертельне і захисне закляття дуелянтів взаємно нейтралізуються, оскільки палички Гаррі та Волдеморта містять у собі перо того самого фенікса, про що Волдеморт не знав. Палички відмовляються битися між собою і Гаррі «змушує» паличку Волдеморта видати свої останні закляття, внаслідок виникають відлуння душ вбитих ним людей, включно з Седриком Діґорі, міністерською працівницею Бертою Джоркінс, Лілі та Джеймсом Поттерами й навіть маґлом Френком Брайсом. Цим тіням вдається на короткий час стримати страшенно переляканого Волдеморта, завдяки чому Гаррі встигає схопити тіло Седріка (його відлуння попросило Гаррі повернути тіло батькові) і повернутися назад у Гоґвортс, скориставшись летиключем.

### Наслідки
Щойно Гаррі опиняється перед глядачами турніру, професор Муді забирає його до свого кабінету. Він зізнається, що весь час допомагав йому йти до перемоги. Все це робилося для того, щоби Гаррі торкнувся летиключа й опинився на кладовищі задля реалізації плану відродження Волдеморта. Пояснивши це все, Муді намагається напасти на Гаррі, проте його зупиняють Дамблдор, Снейп і професорка Макґонеґел. Змусивши Муді випити кілька крапель «сироватки правди», запропонованої Снейпом, викладачі дізнаються правду: «Дикозор» є Барті Кравчем-молодшим, який утік з Азкабану і набув вигляду Муді за допомогою багатозільної настійки. Справжнього ж Аластора Муді він протягом багатьох місяців тримав у полоні в магічній скрині. Він же вбив свого батька і підкинув у Келих Вогню записку з іменем Гаррі. У цей час для слідства прибуває міністр магії Корнеліус Фадж разом із дементором. Фадж заперечує заяву Дамблдора про повернення Темного Лорда, і перш ніж Барті-молодший встигає повторити свої свідчення, дементор висмоктує його душу.
Дамблдор негайно відновлює діяльність Ордену фенікса і всупереч наказу Міністерства повідомляє учням про справжню причину смерті Седріка Діґорі. Гаррі визнають переможцем у Тричаклунському турнірі. Свій приз (тисячу ґалеонів) він передає Фреду і Джорджу Візлі, щоби вони змогли реалізувати свою давню мрію — відкрити крамницю жартів.

## Історія створення і видання
- «Робочим заголовком» роману, під яким він фігурував у пресі та анонсах аж до 27 липня 2000 року, був «Гаррі Поттер і Турнір Фатальних Заклять» (англ. Harry Potter and the Doomspell Tournament). Авторка розповіла про те, як було обрано остаточний заголовок, у інтерв'ю часописові «Entertainment Weekly». | Ліві лапки | Я двічі змінювала думку щодо назви. Робочим заголовком був «Гаррі Поттер і Турнір Фатальних Заклять». Потім я поміняла його на «Гаррі Поттер і Тричаклунський турнір». Згодом я довго вагалася між «Келихом вогню» і «Тричаклунським турніром» і зрештою зупинилася на «келихові», оскільки такий заголовок має в собі щось від «чаші долі». | Праві лапки |

Ролінґ також зауважила, що четвертий том циклу видався їй найтяжчим у написанні, зокрема через те, що посередині роботи над ним з'ясувалася велика непослідовність у фабулі.  [Архівовано 23 вересня 2018 у Wayback Machine.]. Зокрема важким, за словами Ролінґ, був дев'ятий розділ, який вона переписувала 13 разів.  [Архівовано 1 грудня 2010 у Wayback Machine.]
- «Келих вогню» став першою книжку з серії «Гаррі Поттер», що була видана одночасно у Великій Британії та у США.